# Anges et Cie
Pour plus de détails, voir Fiche technique et Distribution.
Anges et Cie est une comédie française réalisée par Vladimir Rodionov et sortie en 2025,.

## Fiche technique
Sauf indication contraire, les informations mentionnées dans cette section peuvent être confirmées par les bases de données cinématographiques IMDb et Allociné,  présentes dans la section « Liens externes ».
- Titre original : Anges et Cie
- Réalisation : Vladimir Rodionov
- Scénario : Vladimir Rodionov, Romain Lancry et Navo
- Musique : Baptiste Lagrave
- Décors : Paola Debiasi et Pascal Peignet
- Costumes : Priscillia Delsault
- Photographie : Antoine Monod
- Son : Abdelhadi El Fakir
- Montage : Romain Boileau
- Production : Renaud Chélélékian
- Postproduction : Sofiane Balland & Rodolphe Duprez
- Société de production : Les Improductibles, Marvelous Productions et Groupe TF1
- Société de distribution : Universal Pictures et Groupe TF1
- Budget : 4 millions d'euros[3]
- Pays de production :  France
- Langue originale : français
- Format : couleur — 2,39:1 — son 5.1
- Genre : Comédie
- Durée : 91 minutes
- Dates de sortie :
  - France : 7 mai 2025

## Distribution
- Élodie Fontan : Raphaëlle
- Romain Lancry : Gabriel
- Julien Pestel : Paul
- Shirine Boutella : Léa
- François Berléand : Ange Cupidon
- Zabou Breitman : Séraphine
- Simon Astier : Nathanaël
- Joséphine Draï : Chloé
- Loup-Denis Elion : Amiel
- Adrien Ménielle : Laurent
- Marion Creusvaux : Marion
- Thomas VDB : Démarcheur gare
- Maxime Gasteuil : Joël
- Vincent Tirel : Gaël
- Carlito
- McFly